# Кути (окръг Сеница)
Кути (на словашки: Kúty) е село в югозападна Словакия, в Търнавски край, в окръг Сеница. Според Статистическа служба на Словашката република към 31 декември 2021 г. селото има 4009 жители.
Разположено е на 156 m надморска височина, на 29 km западно от Сеница. Площта му е 27,16 km². Кмет на селото е Бранислав  Вавра.